# حورة (السياني)

تعديل مصدري - تعديل

حورة محلة تابعة لقرية منزل السوق، التابعة لعزلة الدامغ بمديرية السياني إحدى مديريات محافظة إب في الجمهورية اليمنية.، بلغ تعداد سكانها 109 حسب تعداد اليمن لعام 2004.